# Мочеріш
Мочеріш (рум. Moceriș) — село у повіті Караш-Северін в Румунії. Входить до складу комуни Лепушніку-Маре.
Село розташоване на відстані 333 км на захід від Бухареста, 47 км на південь від Решиці, 112 км на південний схід від Тімішоари.

## Населення
За даними перепису населення 2002 року у селі проживали 704 особи, усі — румуни. Усі жителі села рідною мовою назвали румунську.